# Epeirotypus
Genre
Epeirotypus est un genre d'araignées aranéomorphes de la famille des Theridiosomatidae.

## Distribution
Les espèces de ce genre se rencontrent en Amérique centrale et en Chine.

## Liste des espèces
Selon World Spider Catalog (version 16.0, 05/07/2015) :
- Epeirotypus brevipes O. Pickard-Cambridge, 1894
- Epeirotypus chavarria Coddington, 1986
- Epeirotypus dalong Miller, Griswold & Yin, 2009

## Publication originale
- O. Pickard-Cambridge, 1894 : Arachnida. Araneida. Biologia Centrali-Americana, Zoology. London, vol. 1, p. 121-144 (texte intégral).